# Derborgail de Galloway
Deborgail ou Devorguilla de Galloway (morte en 1290) est l'épouse de Jean de Bailleul, mort en 1268, l'un des régents d'Écosse (1249-1255) pendant la minorité du roi Alexandre III. 

## Origine
Elle est la fille d'Alan de Galloway et de Marguerite, elle-même fille du comte David de Huntingdon, le frère des rois d'Écosse Malcolm IV et Guillaume Ier de qui elle tient les droits à la couronne qu'elle transmet à son fils Jean Balliol.

## Postérité
En 1233, elle épouse Jean de Bailleul, lord de Barnard Castle dans le Durham dont une large postérité :
- Hugues (mort en 1271), succède à son père comme lord de Barnard Castle (Durham) et de Bywell (Northumberland), épouse Agnès de Valence, dame de Danfalize, fille de Guillaume de Valence, le comte de Pembroke, et nièce d'Henri III ;
- Alan (mort avant 1271), sans descendance ;
- Alexandre (mort en 1278), épouse Aliénor de Genoure, une parente de la reine Éléonore de Provence ;
- Jean (mort en 1315), épouse Isabelle, fille de John de Warenne, 6e comte de Surrey. Il monte sur le trône d'Écosse en 1292 ;
- Margaret, épouse un membre de la famille cumbrienne de Moulton ;
- Cécile, épouse Jean de Bourg, petit-fils de Hubert de Bourg, comte de Kent ;
- Ada, épouse William de Lindsay, héritier des baronnies de Kendal et Lamberton (Berwickshire) ;
- Eleanore, épouse John Comyn l'Ancien, lord de Badenoch, justicier de Galloway, régent d'Écosse et prétendant au trône en 1290-1292.